# Michaël van Buuren
Michaël van Buuren (Amersfoort, 10 november 1963) is een Nederlands acteur en regisseur. Hij speelde in onder meer Onderweg naar Morgen en presenteerde de Droomshow.

## Carrière
Van Buuren begon zijn carrière bij de Haagse Comedie als regieassistent en acteur. Hij heeft onder andere gespeeld in de Joop van den Ende Productie 'De Verbroken Code' (met Willem Nijholt) en daarna in de Shakespeare-trilogie 'Richard II, Hendrik IV en Hendrik V', geproduceerd door Martin Hanson.
Hierna heeft hij in twee jeugdseries van de VPRO gespeeld ('Lachende Hans' en 'B van Baksteen').
In de televisieserie 'Onderweg naar Morgen' vertolkte Van Buuren in de eerste twee seizoenen de rol van de journalist Jur van Elst en in 1996 speelde hij in de EO-dramaserie 'Tasten in het duister'. Datzelfde jaar speelde hij ook in het toneelstuk 'Moordscenario' bij de Hollandse Comedie.
In maart 1997 won hij samen met zijn medeschrijver Dan Rapaport een prijs in België voor hun script 'Na Sluitingstijd'. Dit is in 2007 daadwerkelijk uitgevoerd.
Hierna begon Van Buuren te presenteren, eerst samen met Maxim Hartman als presentator van 'Mooi Meegenomen' en een jaar later, eveneens met Hartman voor het informatieve programma 'Speurders'(genomineerd Academy Award 1998), beiden van 'Veronica'.
Hierna was Van Buuren te zien in de dramaserie 'In de praktijk' als Sander van Traa. Daarna begon hij weer met presenteren van onder andere de Droomshow (genomineerd voor de Kinderkastprijs 2000) voor de Avro en het jeugdprogramma 'KLASSE!
In 2004 was Van Buuren Creative Director bij D&D Film en TV producties in Hilversum. Van datzelfde jaar tot 2007 deed hij alle tv-actiecommercials voor PLUS.
In 2006 speelde hij in de film Sl8n8 en in 2007 in de jeugdserie Spetter! bij Jetix (genomineerd voor de Gouden Stuiver). Datzelfde jaar speelde hij in de NPS-kort film Missiepoo16 die een Gouden Kalf won tijdens het Filmfestival in Utrecht.
Ook werd Van Buuren actief in het regisseren. Van 2000 tot 2009 regisseerde hij vocal group De Biltstars, (onder andere tijdens hun deelname aan Korenslag) en tevens schreef en regisseerde hij dat jaar de Vocal Theater Comedy 'Testosteron' van acapellagroep iNtrmzzo. Ook schreef hij in samenwerking voor Jeugdtheaterschool Dordrecht een nieuw toneelstuk.
Begin 2008 was Van Buuren presentatiecoach en scriptwriter bij SBS6 voor de serie 'De Nieuwe Uri Geller'. Dat jaar was hij te zien in de politieserie 'Spoorloos Verdwenen' van de AVRO.
Van september 1998 tot juni 2008 was Van Buuren als docent spel en regisseur verbonden geweest aan de Frank Sanders' Akademie (FSA) voor Musicaltheater in Amsterdam. Van 2006 tot juni 2008 was hij adjunct-directeur van de FSA, locatie Nijmegen.
Onder de vlag van het ROC Nijmegen richtte Van Buuren de Willem Nijholt Academie (WNA) voor Musical- en Muziektheater op die in september 2008 van start ging in Nijmegen. Van Buuren werd daar aangesteld als Algemeen Directeur. In het najaar van 2008 was hij te zien als wetenschappelijk presentator van het 8-delige programma "Fobiac" van Veronica. Vanaf begin januari 2009 werkte Van Buuren weer mee als presentatiecoach en scriptwriter aan 'De Nieuwe Uri Geller van SBS6.

## Filmografie
Film
- Sl8n8
- Missiepoo16

Televisie onder andere
- Vrolijke Hans (1991) - onbekend
- B van Baksteen (1992) - onbekend
- Onderweg naar Morgen (1994-1995) - Jurriaan van Elst
- Tasten in het duister (1996) - Hans
- Mooi Meegenomen (1997) - presentator
- Drie Pippi’s, Drie Cowboy’s, Drie Piraten op Monumentenjacht (1998-2000) - presentator
- Speurders (1998) - presentator
- In de praktijk (1998/1999) - dokter Sander van Traa
- Monumentenslag (1999) - presentator
- Droomshow (1999-2001) - presentator
- KLASSE! (2000-2002) - presentator
- Het Geheim van de Vloot (2000) - presentator
- Alias (2001) - spelcoach
- Monument Agent 008 (2001) - presentator
- Rozengeur en Wodkalime (2003) - Daniël de Keyzer
- De Grote Beurt (2005) - onbekend
- Passion for Fashion (2005) - spelcoach
- De Gouden Kooi (2007) - docent spel
- Spetter! (2007) - Jan
- Spoorloos verdwenen (2008) - Bart van Swieten (Afl. De verdwenen droomprins)
- Fobiac (2008) - presentator

Theater onder andere
- 'Wie trouwt de Weduwe' - Haagsche Comedie
- 'De Verbroken Code' - Joop van den Ende Productie
- 'Richard II, Hendrik VI en Hendrik V' (Trilogie) - Martin Hanson
- 'Moordscenario' - Hollandse Comdie